# Makara

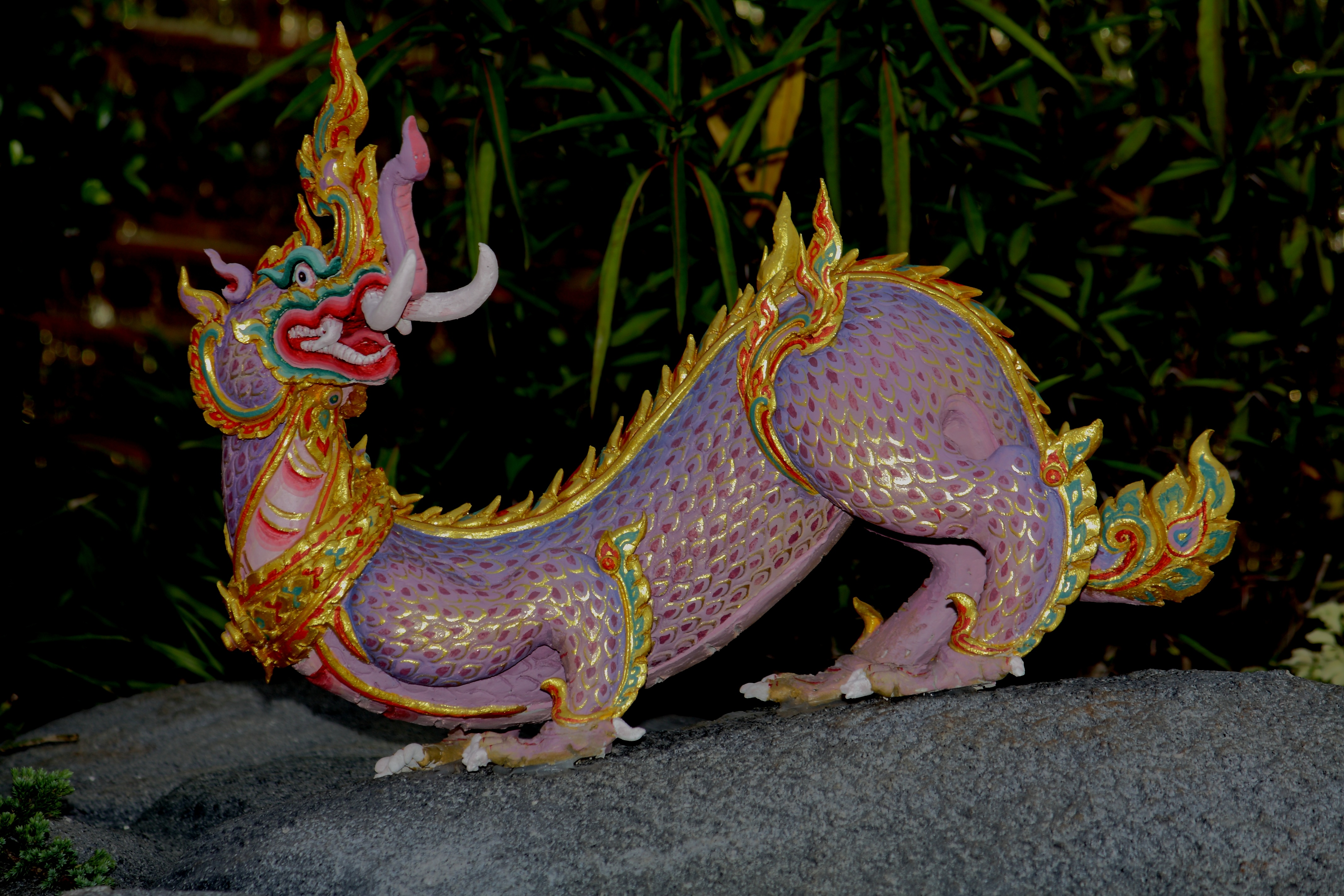
Tượng thủy quái Ma Kiệt ngư ở Thái Lan

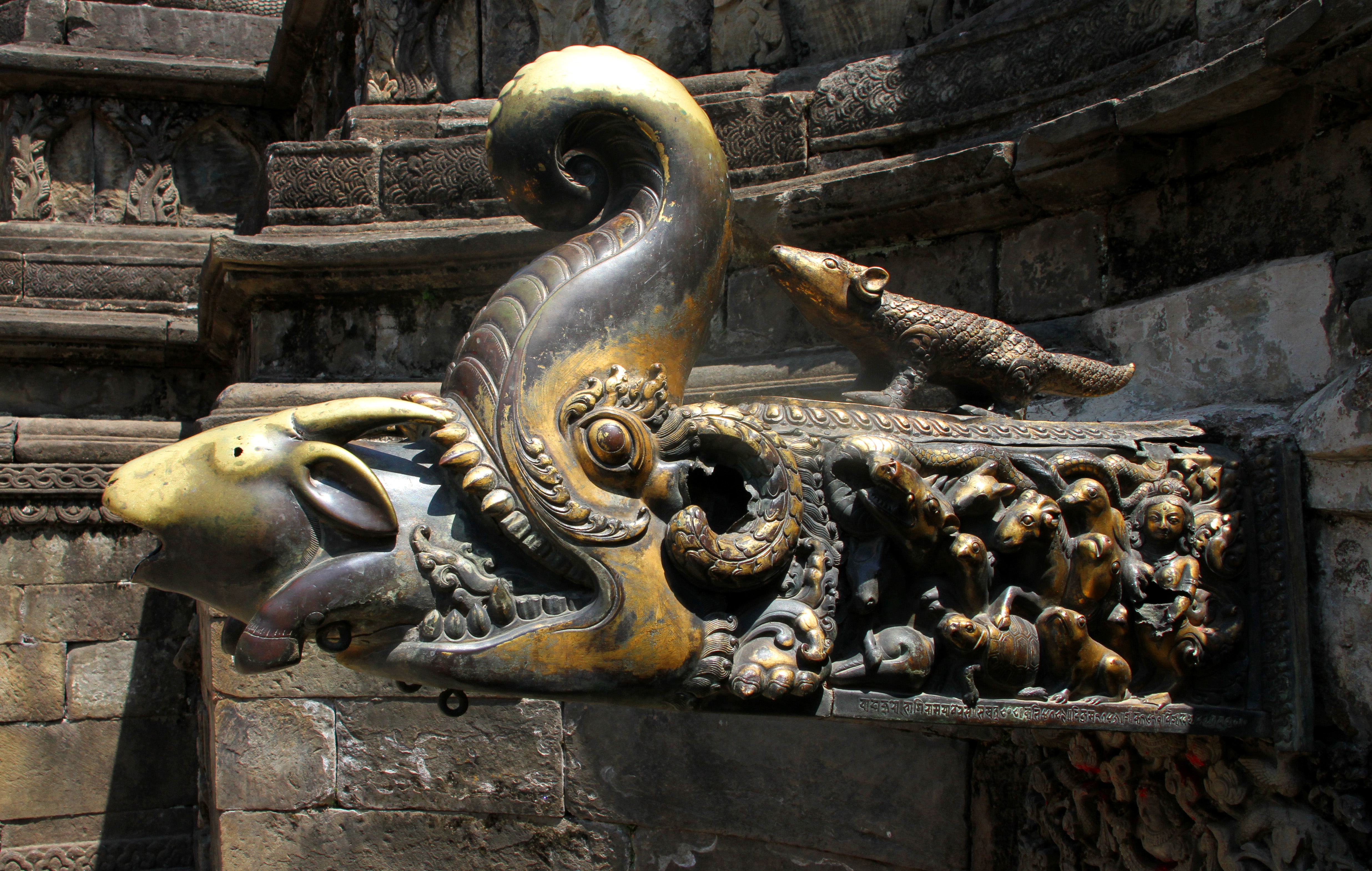
Ở Indonesia

Thủy quái Makara (tiếng Phạn: मकर; tiếng Hán: Ma Yết hay Ma Kiệt ngư, Ma Ca La, Ma Già La hay Ma rà) là một con quái vật biển trong thần thoại Hindu giáo với nguyên mẫu từ loài cá sấu, từ Hindi để chỉ cá sấu là "makar hay makara" một vài nhận dạng truyền thống cho thấy nó giống với cá sấu, đặc biệt là cá sấu Ấn Độ Gharial do chiếc mõm lớn và dài, nó được miêu tả là con vật kết hợp phần trước của voi, và phần sau là đuôi cá.
Theo thần thoại Ấn Độ, Makara là loài thủy quái và là vật cưỡi tọa kỵ của thần đại dương Varuna và cũng là vật cưỡi của nữ thần Gangadevi (nữ thần sông Hằng). Truyền thuyết khác cho rằng, Makara là loài vua rắn nước, chuyên về cõi âm, loài mang nước đến cho mùa màng bội thu được con người thờ cúng. Thủy quái Makara là một linh vật đặc trưng trong văn hóa Ấn Độ, hình của nó thường được đắp trên nóc, mái của các công trình kiến trúc thời cổ, với miệng há rộng, hoặc ngậm vào đầu kìm.

## Hình dạng
Nhiều ý kiến cho rằng phát sinh từ loại cá heo sông Hằng, nhưng hình tướng phổ biến có nhiều đặc điểm giống con cá sấu. Nó thường được miêu tả có hình dáng nửa động vật trên cạn với phần trước là đầu voi, cá sấu, bò đực hoặc hươu/nai và phần thân mềm dẻo của động vật dưới nước với đuôi cá, hải cẩu và trong một vài trường hợp nó có chiếc đuôi cách điệu hoa mỹ giống đuôi công. Nó là sinh vật đa hợp nhân cách hóa từ bản chất hung ác, dữ tợn của cá sấu, mõm cá heo hoặc cá sấu, là cái cửa giải thoát hay cửa tử vong.
Hai đặc điểm chính của Makara là linh vật kết hợp cá sấu và vòi voi thì cá sấu và voi là biểu tượng vật đỡ thế giới. Do sự tiến hóa của phong cách nghệ thuật mà hình dạng Makara hiện thời có chân trước có móng vuốt của sư tử, bờm ngựa, mang cá, uốn cong như cá với hàm, vòi và gạc nai hay rồng. Đặc biệt, Makara luôn có mõm uốn cong như vòi voi. Makara còn được thể hiện với hình ảnh con cá sấu bám chặt trên các pháp khí kim cang thừa Tây Tạng.
Kiến trúc thời nhà Lý thể hiện ở trên mái chùa Một Cột loài thú lạ vẫn thường được đắp tượng trang trí trên nóc, mái các công trình kiến trúc cổ. Xi vẫn còn có tên là li vẫn, li đầu, xi vĩ, từ vĩ, long vẫn, long vỹ, li hổ, li long cù vĩ, xi manh, thôn tích thú hay vẫn thú, đều do người Trung Hoa dịch từ tiếng Phạn là Makara (Ma Kiệt ngư, Ma Ca La, Ma Già La). Hình của nó thường được đắp trên nóc, mái của các công trình kiến trúc thời cổ, với miệng há rộng, hoặc ngậm vào đầu kìm (nên mới có chữ vẫn là miệng). Ở Nhật Bản gọi là hổ, kim hổ, shibi (Xi Vĩ), hay hổ mâu, trong đó hổ trỏ loài cá kình, còn mâu trỏ hai vây (như hai lưỡi kiếm sắc nhọn) của loài cá này

## Kiến trúc Chăm

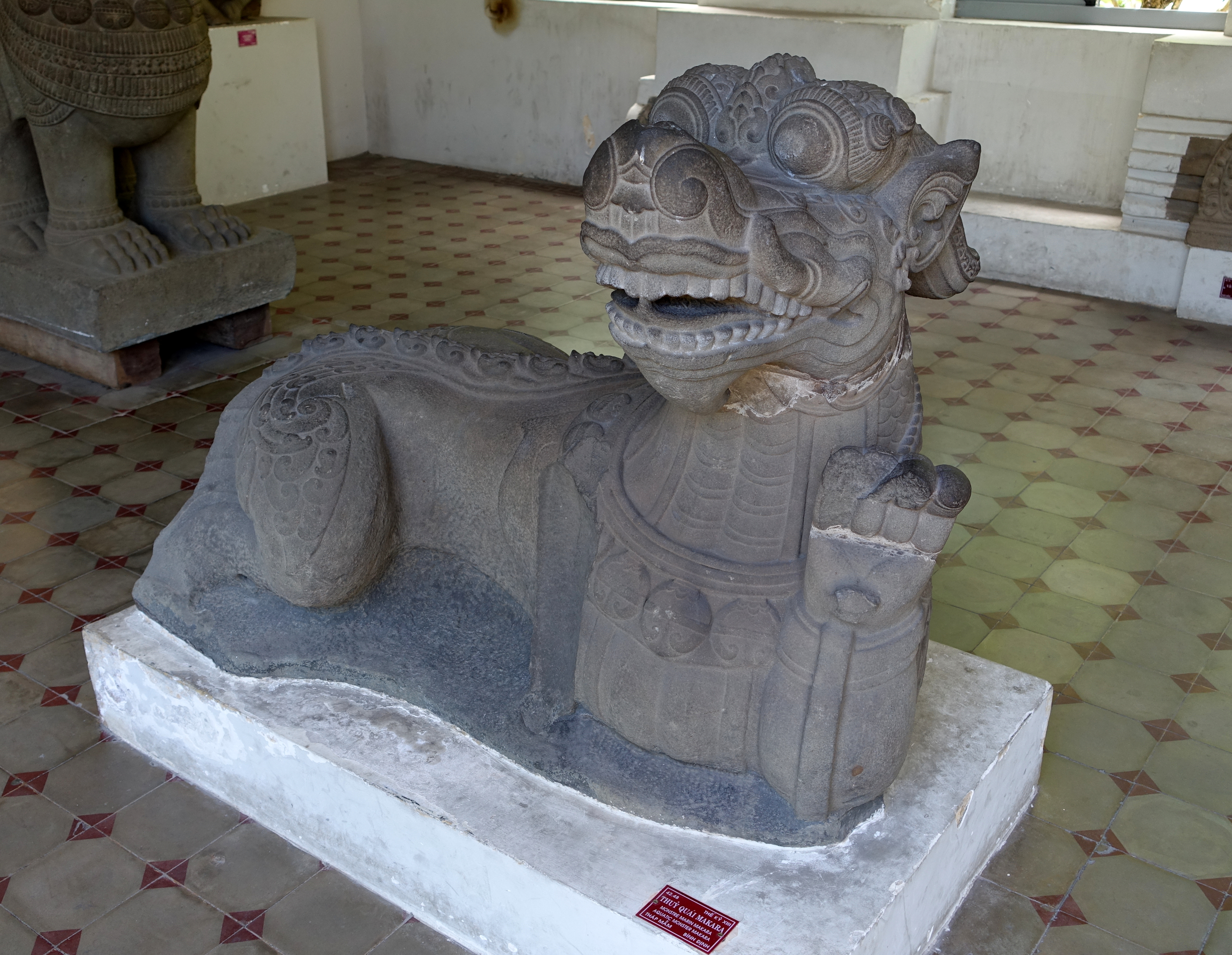
Tượng Ma Yết trong kiến trúc Chăm

Tại Việt Nam, biểu tượng Makara đã được du nhập từ rất lâu, với quá trình thích nghi với nền văn hóa bản địa, biểu tượng này đã có một số những biến đổi sao cho phù hợp với đời sống văn hóa tinh thần và tâm linh người Việt và người Champa. Trong điêu khắc Chămpa, Makara xuất hiện sớm, từ thế kỷ VII-VIII và chỉ được thể hiện phần đầu, với miệng đang nhả thú, thể hiện ước mơ phồn thực. Makara là biểu tượng cho khát vọng về môi trường mưa thuận gió hòa, để con người được làm ăn sinh sống, các loài thú được sinh sôi nảy nở. Đây là hiện tượng giao lưu văn hóa đa tuyến của phong cách Bình Định, giữa văn hóa Chămpa với Khmer, Chămpa và Đại Việt.
Hình tượng Makara được thể hiện rất phổ biến trên các tác phẩm điêu khắc. Tuy nhiên, ở mỗi giai đoạn, vật linh này lại được thể hiện theo cách riêng. Trong tổ hợp kiến trúc đền tháp Champa, hình ảnh Makara trong không gian thờ cúng thần linh mà Champa đã lựa chọn để tôn thờ. Thủy quái Makara tại Tháp Mẫm ở dạng tượng tròn với những nét đặc tả trong tư thế nằm chầu hầu dữ dội. Tại tháp Dương Long, Makara là chủ đề trang trí thường gặp, hai đầu Makara bán tròn, ngược chiều nhau. Trên đầu Maraka có mào, tạo nên bởi khối lá lửa trong khung uốn cong, phía sau có bờm, tai to vểnh hình lá nhĩ, mắt tròn to, cung mắt Maraka cong nhọn, vầng trán nhô ra trước, hướng nhìn nghiêng, miệng mở rộng, chúng đều có thân rắn uốn ngược lên cao.
Makara được mô tả có sự pha trộn nhiều chi tiết của nhiều con vật khác nhau với những nét đặc tả dữ dội đang nằm trong tư thế chầu hầu, đầu ngẩng cao, tai dựng đứng, cặp mắt lồi tròn to, miệng há ra với hai hàm răng nhọn, hai chân trước giơ cao như muốn vồ muốn chộp kẻ thù, lòng bàn chân mở ra phía trước tạo nên tư thế vừa ngộ nghĩnh vừa hung dữ, thân thể đẫy đà với sống lưng gai góc nổi dọc phía trên. Cổ của chúng được đeo vòng chuông lục lạc to trông thật bề thế, chắc chắn chúng được sử dụng ở vị trí canh giữ tháp thờ. Còn theo phong cách Bình Định, hình tượng Makara được tạo tác với một bố cục chặt chẽ, các chi tiết chạm khắc tỉ mỉ, sự nhấn mạnh của khối trang trí, thể hiện chi tiết, khiến cho các tác phẩm mang vẻ đẹp dữ tợn, họa tiết trang trí chi tiết rậm, nhiều họa tiết đan xen.
Tại tháp Thủ Thiện thì các con Makara này có nhiều nét giống với Makara ở Trà Kiệu là có vòi cuốn về phía trước, mắt tròn dưới vòng lông mày nổi cong, tai dựng lên như ống loa. Những Makara này được đoán định có niên đại cuối thế kỷ X-đầu thế kỷ XI, thuộc giai đoạn chuyển tiếp từ phong cách Trà Kiệu sang phong cách Bình Định. Đến phong cách Bình Định (thế kỷ XII-XIV), Makara thường có hình khối lớn, chạm khắc trang trí dày đặc chi li, cầu kỳ. Các tác phẩm thể hiện rất chặt chẽ, từ bố cục đến các trang trí, hoa văn, trông dữ tợn hơn các Makara phong cách Trà Kiệu. Tượng thể hiện hai Makara nhe răng, hàm trên là chiếc vòi voi ngắn xoắn lại, miệng há rộng, từ trong miệng một đầu rắn đang được nhả ra, mắt lồi, trên đỉnh đầu có sừng cong, họa tiết trang trí hoa văn xoắn, vòng cổ đeo lục lạc.

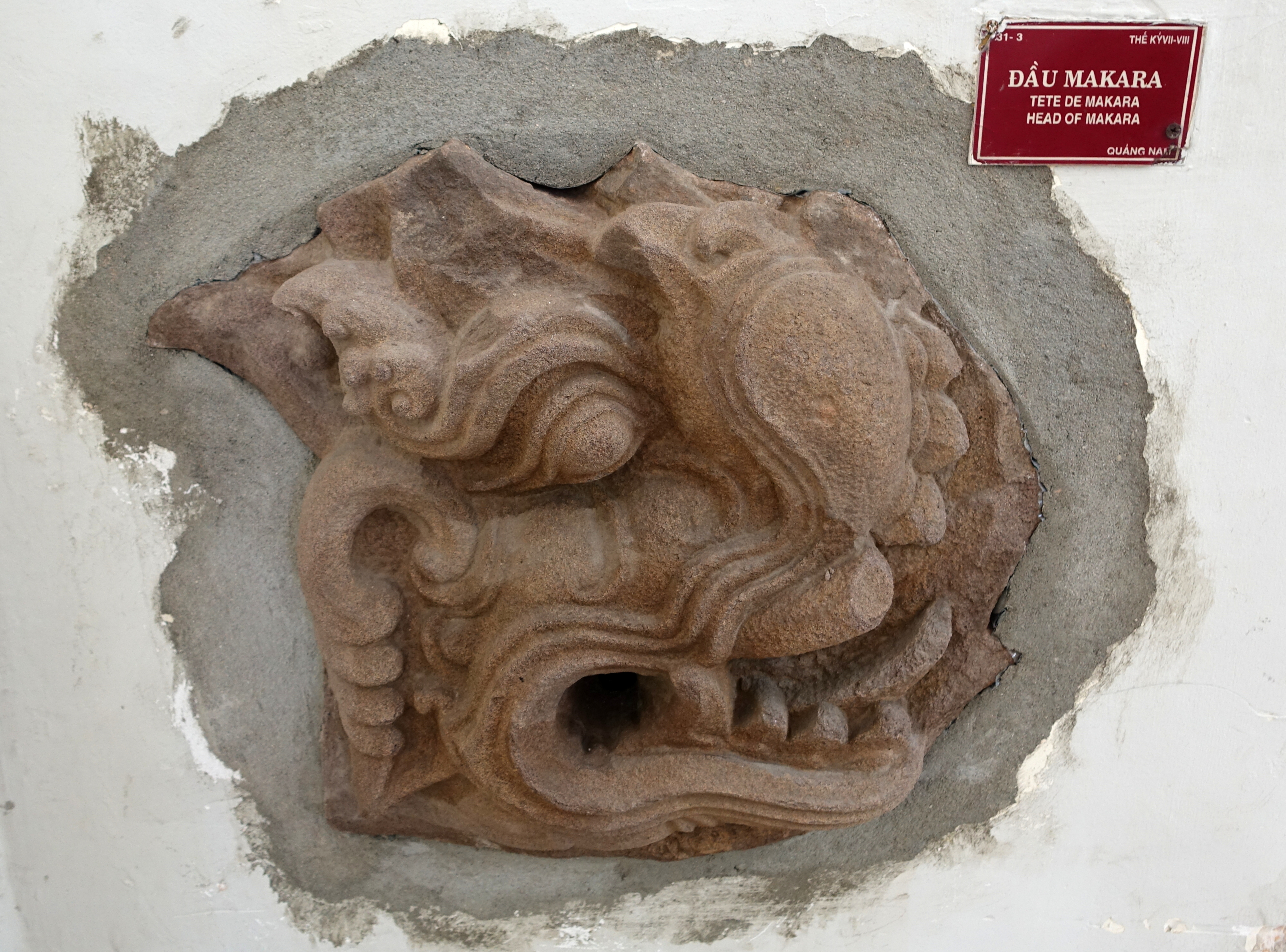
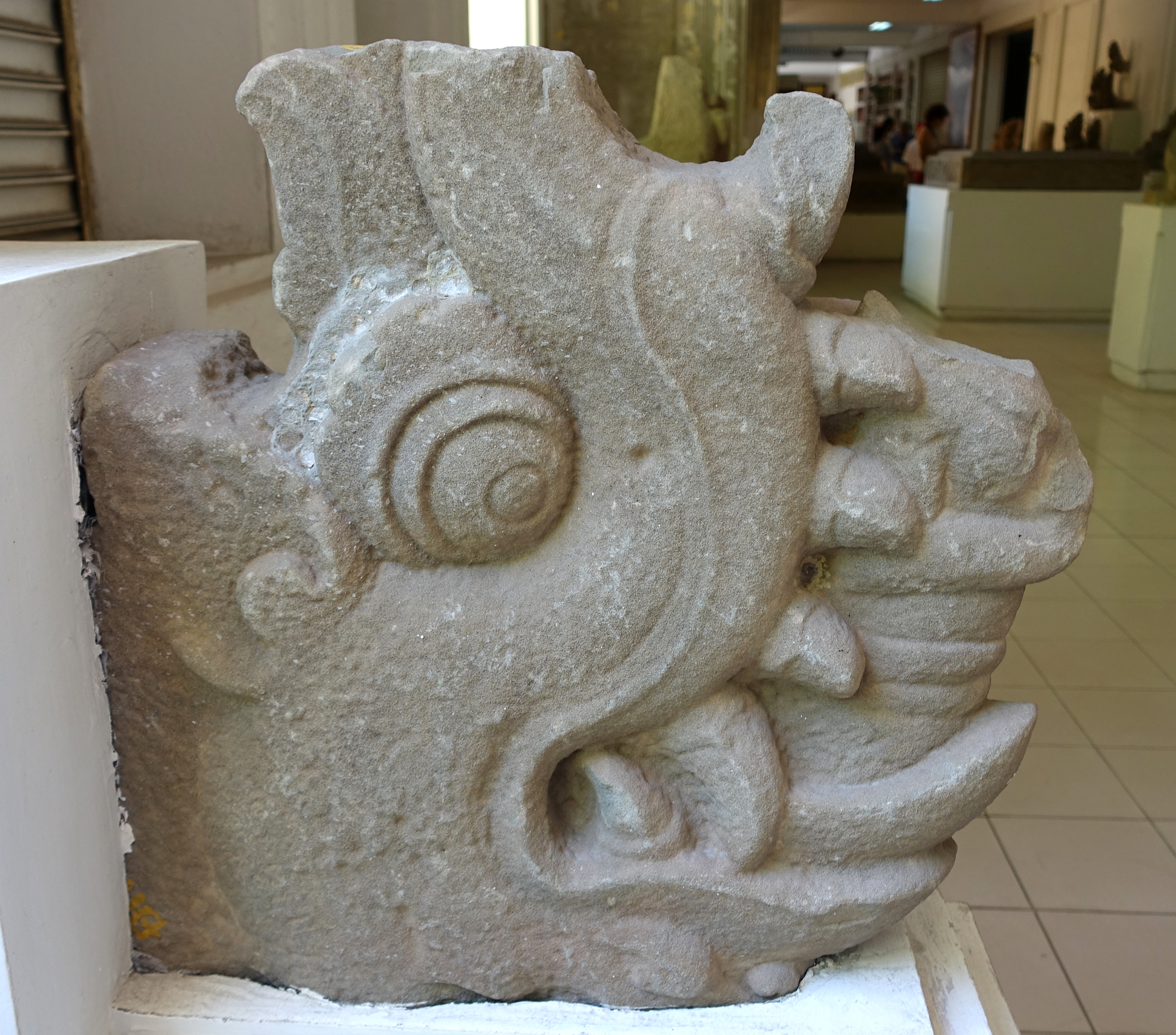
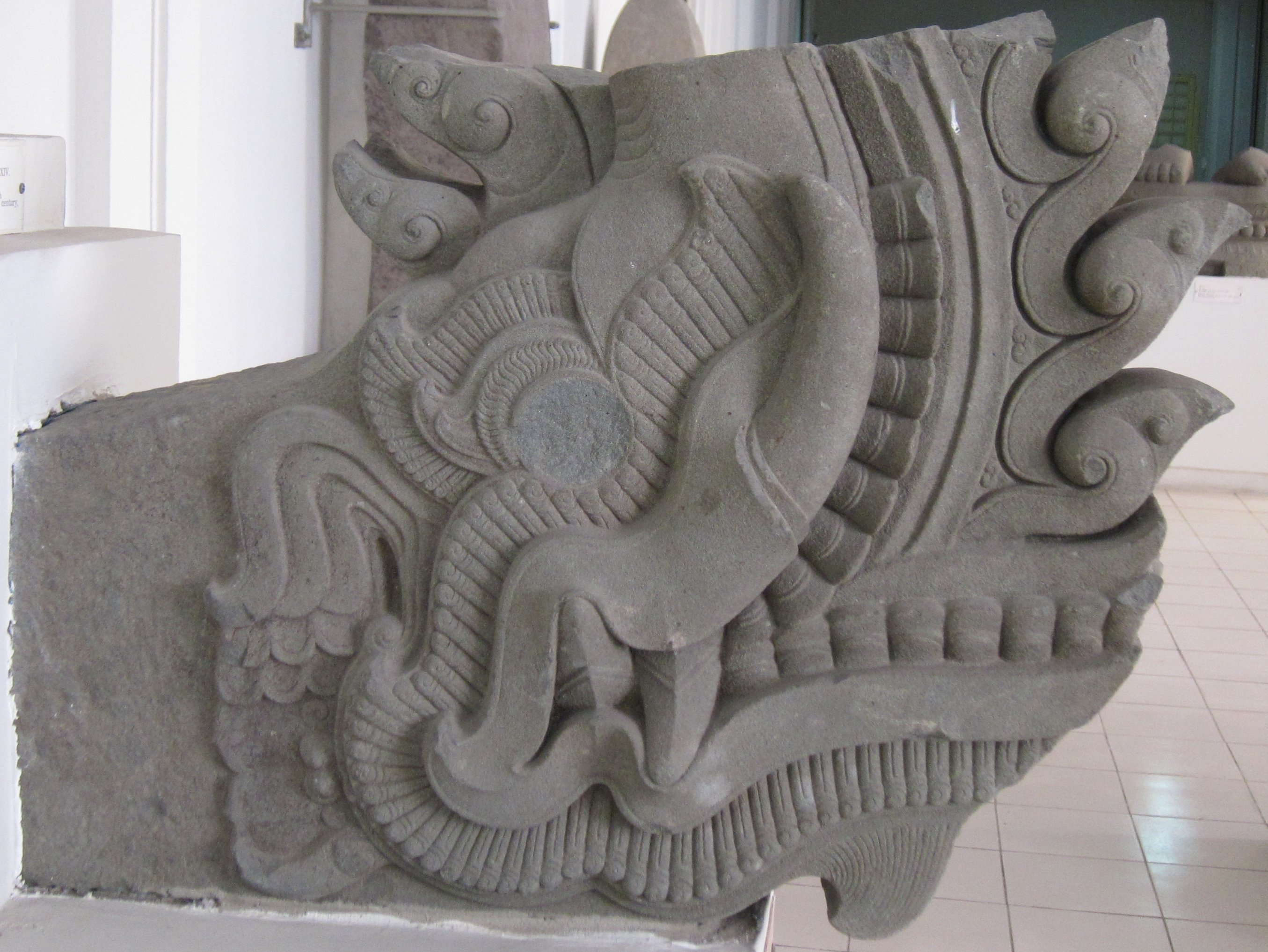
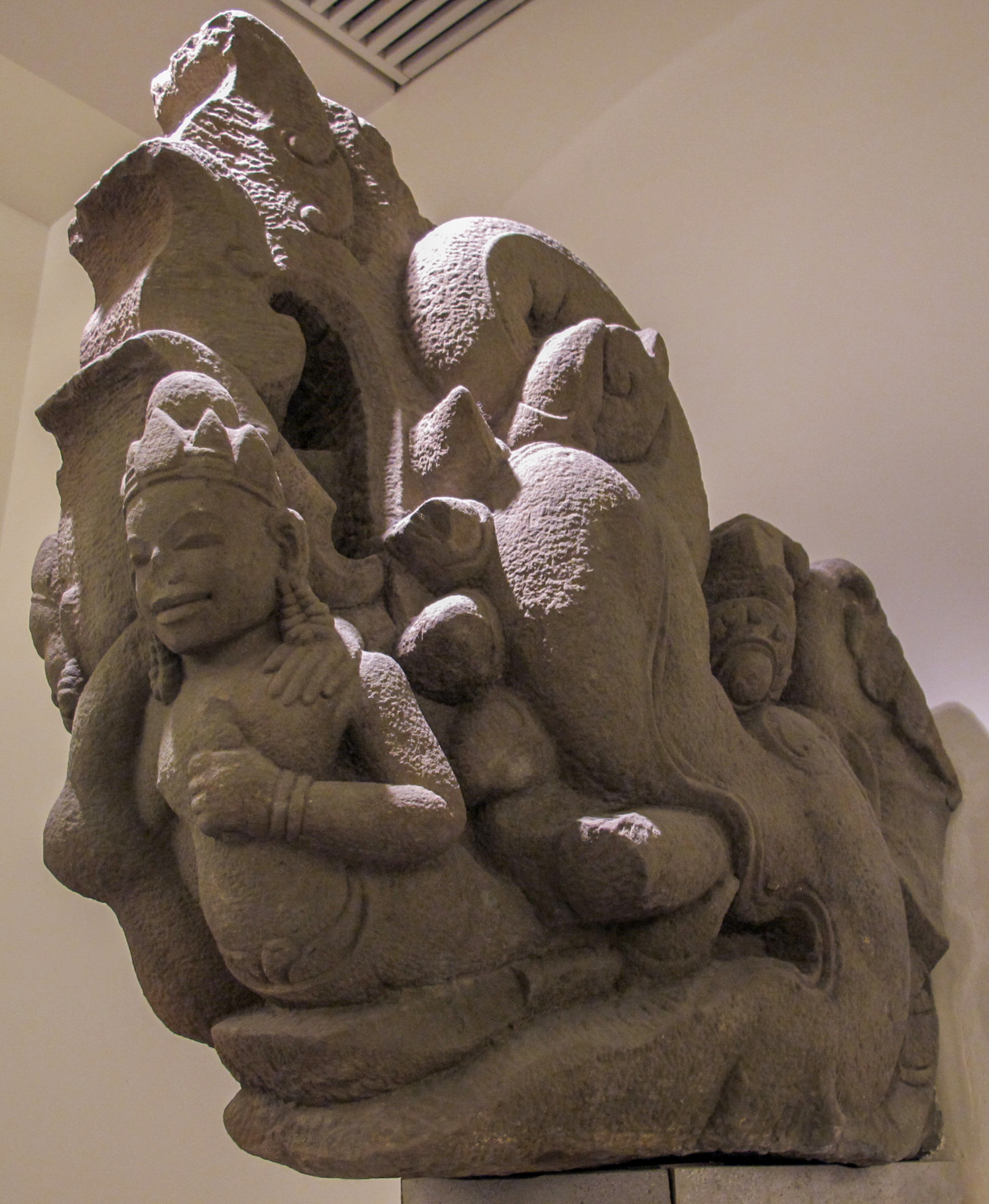
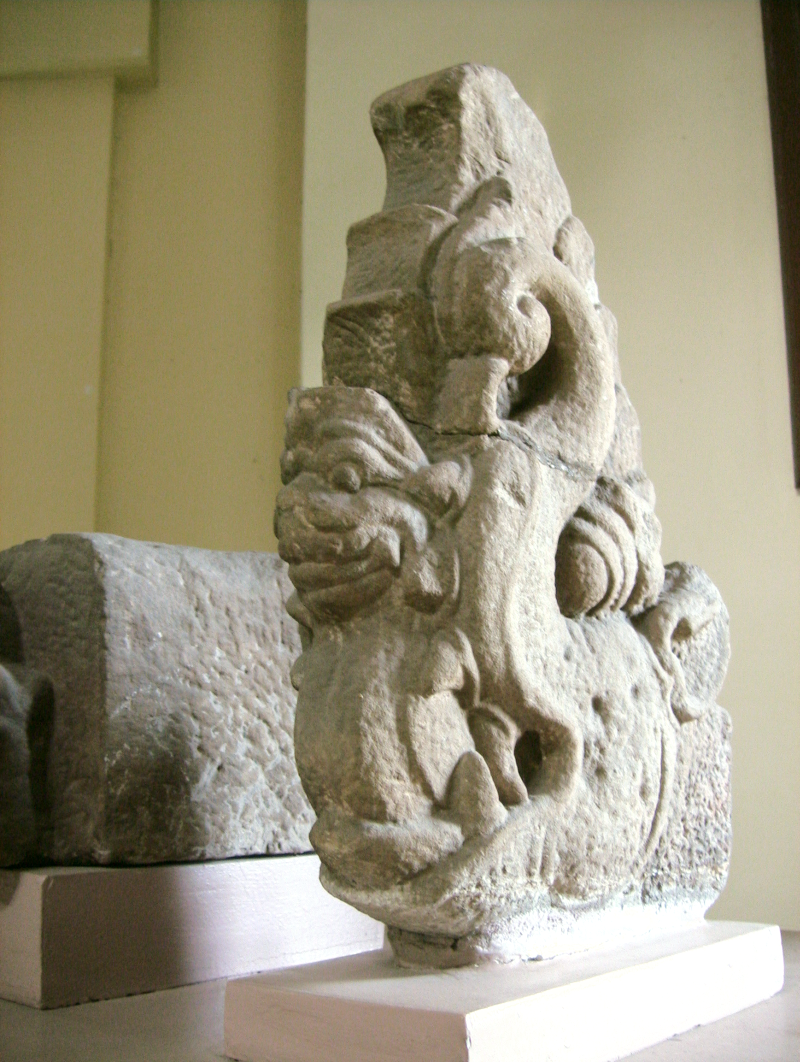
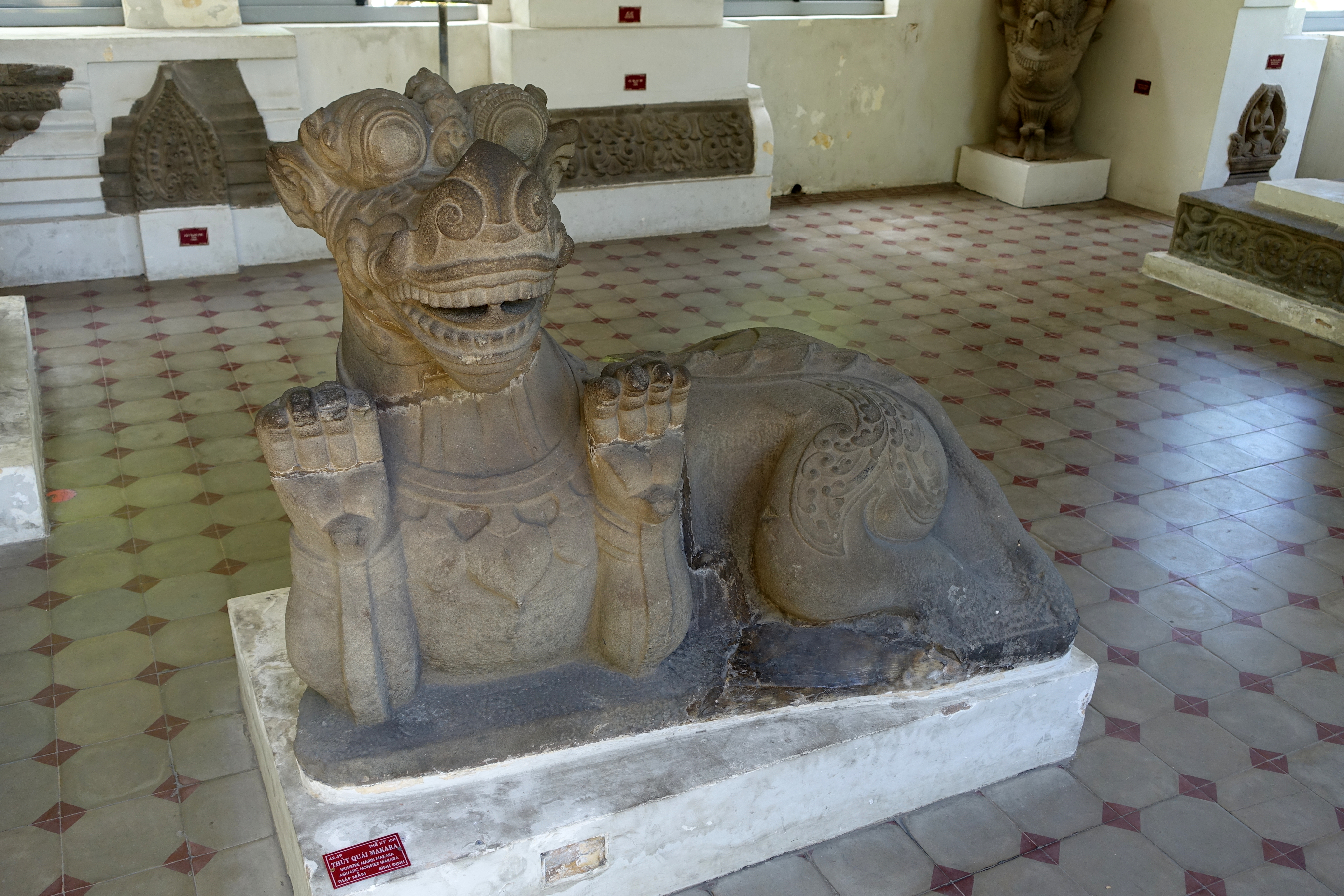
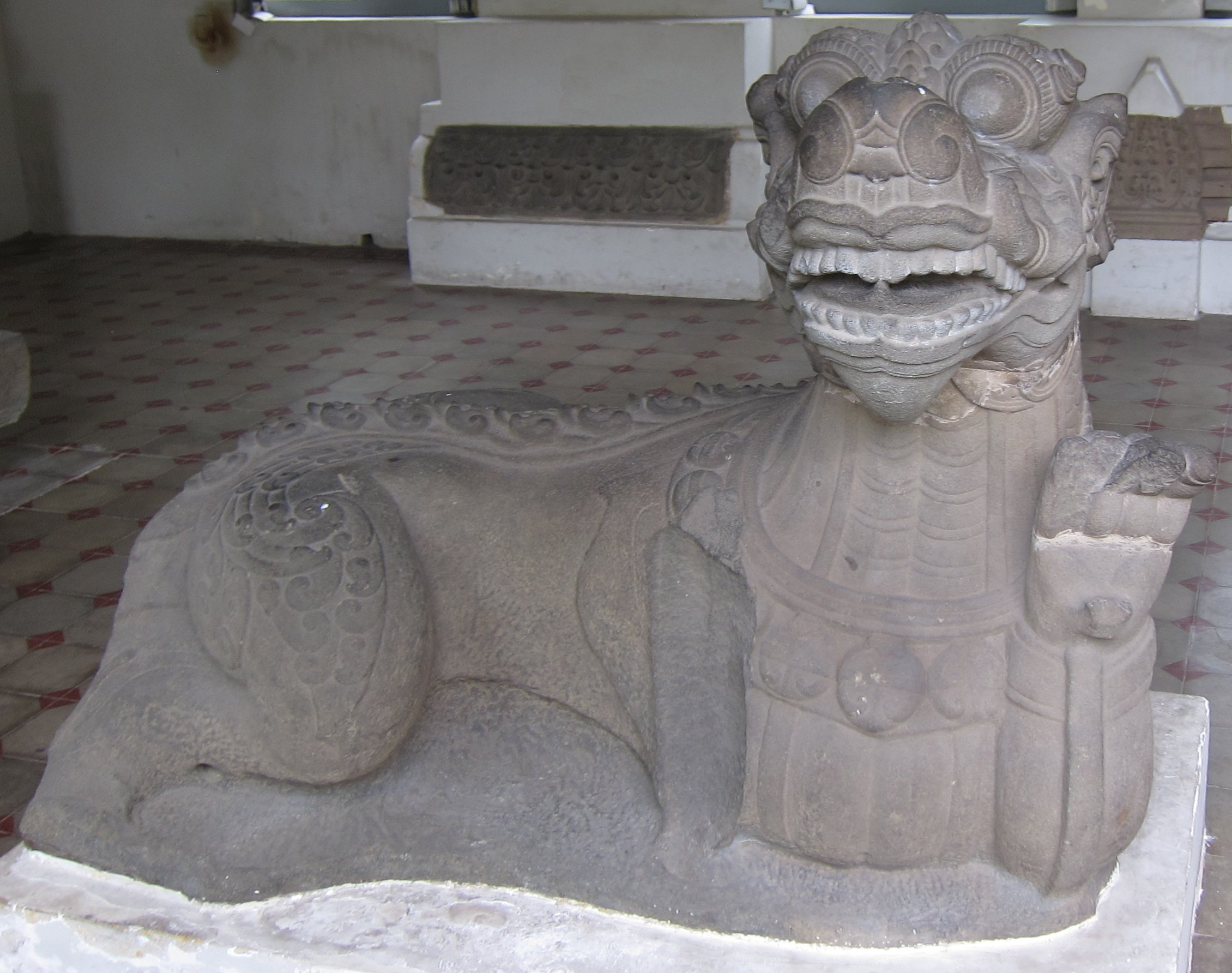